# Schtschedrino (Kaliningrad)
Schtschedrino (russisch Щедрино, deutsch Schaaren, 1938 bis 1945: Scharen, litauisch Šoriai) ist ein verlassener Ort im Rajon Krasnosnamensk der russischen Oblast Kaliningrad. Der südliche Teil des ehemaligen Gemeindegebietes von Schaaren/Scharen, insbesondere die Ortsstelle des ehemaligen Ortsteils Ossienen/Ossen, gehört zum Rajon Nesterow.
Die Ortsstelle des eigentlichen Schaaren/Scharen befindet sich drei Kilometer südlich von Dobrowolsk (Pillkallen/Schloßberg) an der Regionalstraße 27A-025 (ex R508) am kleinen Fluss Lobenka (dt. Lobinnis, 1938 bis 1945: Kuhfließ). Durch das Gemeindegebiet führte die Bahnstrecke Tilsit–Stallupönen mit dem Haltepunkt Schilleningken/Hainau einen Kilometer südöstlich von Schaaren/Scharen.

## Geschichte

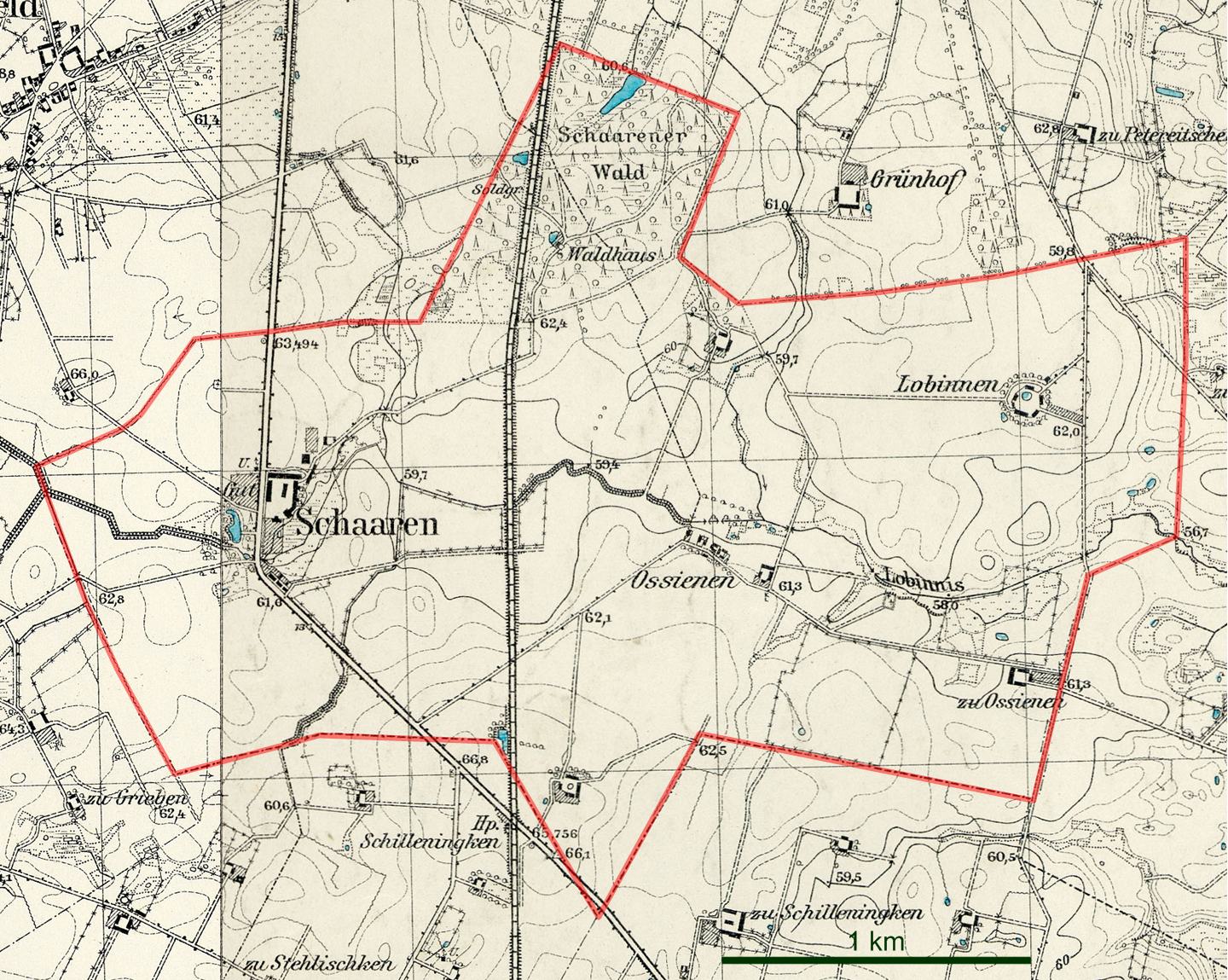
Die Landgemeinde Schaaren auf zwei Messtischblättern von 1931

Der Ort wurde 1564 gegründet und zunächst mit Lepkay, Lepkoje Schorey, Lepkey und Schaaren-Lepkey bezeichnet. Um 1780 war Schaaren ein meliertes Dorf. Im 19. Jahrhundert wurde dort ein Gut eingerichtet. 1874 wurde der Gutsbezirk Schaaren in den neu gebildeten Amtsbezirk Uszpiaunen im Kreis Pillkallen eingegliedert. 1928 wurde der Gutsbezirk Schaaren mit der Landgemeinde Ossienen (s. u.) und dem Vorwerk Lobinnen aus dem Gutsbezirk Uszpiaunen zur neuen Landgemeinde Schaaren zusammengeschlossen. 1938 wurde Schaaren in Scharen umbenannt. Die Ortsteile Ossienen und Lobinnen hießen nun Ossen und Loben.
1945 kam der Ort in Folge des Zweiten Weltkrieges mit dem nördlichen Ostpreußen zur Sowjetunion. 1947 erhielt er den russischen Namen Schtschedrino und wurde gleichzeitig dem Dorfsowjet Dobrowolski selski Sowet im Rajon Krasnosnamensk zugeordnet. Schtschedrino wurde vor 1988 aus dem Ortsregister gestrichen.

### Einwohnerentwicklung
| Jahr | Einwohner | Bemerkungen                          |
| ---- | --------- | ------------------------------------ |
| 1867 | 89        | im Dorf 11, auf dem Gut 78           |
| 1871 | 86        | im Dorf 8, auf dem Gut 78            |
| 1885 | 100       | davon auf dem Hof Schaaren 23        |
| 1905 | 100       | davon im Waldhaus 6                  |
| 1910 | 100       |                                      |
| 1925 | 117       |                                      |
| 1933 | 282       | einschließlich Ossienen und Lobinnen |
| 1939 | 292       |                                      |

### Ossienen (Ossen)
Der Ort wurde seit 1625 erwähnt. Um 1780 war er ein königliches Bauerndorf. 1874 wurde auch die Landgemeinde Ossienen dem Amtsbezirk Uszpiaunen zugeordnet. 1928 ging Ossienen in der Landgemeinde Schaaren auf. Dort wurde der Ortsteil 1938 in Ossen umbenannt.

#### Einwohnerentwicklung
| Jahr | Einwohner |
| ---- | --------- |
| 1867 | 113       |
| 1871 | 123       |
| 1885 | 79        |
| 1905 | 70        |
| 1910 | 72        |

## Kirche
Schaaren/Scharen, Ossienen/Ossen und Lobinnen/Loben gehörten zum evangelischen Kirchspiel Pillkallen.